# Флуоресцентно резонантни енергетски трансфер
Флуоресцентно резонантни енергетски трансфер (ФРЕТ) је пренос кванта енергије са места апсорпције на место искоришћења у молекулу, или у систему молекула, без емитовања зрачења, кроз резонантну интеракцију између хромофора преко растојања које је знатно веће од интератомског, без конверзије у топлотну енергију и без донорско акцепторских кинетичких судара. Донор је обојени молекул који почетно апсорбује енергију, док је акцептор хромофора на коју се затим преноси енергија. ФРЕТ се другачије назива и Форстеров енергетски трансфер, јер га је немачки научник Теодор Форстер (Theodor Förster) први уочио и математички формулисао.
С обзиром да растојање између донора и акцептора мора да буде између 1 и 10 nm (односно између 10 и 100 Ǻ) да би дошло до преноса енергије и да је ефикасност преноса зависна од растојања између флуорофора, резонантни енергетски трансфер може бити поуздано средство за испитивање молекулских интеракција.
Механизам флуоресцентно резонантног трансфера енергије укључује донорску флуорофору у побуђеном стању, која може пренети своју ексцитовану енергију ка суседној акцепторској хромофори, без емитовања зрачења, кроз дипол-дипол интеракције дугог домета. Теоријско разматрање енергетског преноса је базирано на концепту који третира побуђену флуорофору као осцилаторни дипол који може поднети размену енергије са другим диполом који има сличну резонантну фреквенцију. У том контексту, резонантни пренос енергије је аналоган понашању куплованих осцилација, као на пример пар звучних виљушки које вибрирају истом фреквенцијом. Са друге стране, пренос енергије уз емитовање зрачења захтева емисију и реапсорпцију фотона и зависи од физичких димензија и оптичких својстава узорка, као и од правца распростирања електромагнетних таласа. За разлику од преноса енергије уз емитовање зрачења, проучавањем резонантног преноса енергије могу се добити информације о структури за дати пар донора и акцептора.
Ефикасност преноса енергије обрнуто је сразмерна шестом степену растојања између молекула донора и акцептора. Услед тога, ФРЕТ мерења могу бити искоришћена као ефективна метода за одређивање растојања између молекула означених као одговарајући донор и акцептор, када се они налазе на растојању од најмање 1 nm.

## Донори и акцептори енергије
Донор енергије је по правилу флуоресцентни молекул. Када светлост одређене таласне дужине (250 – 500 nm) побуди молекуле донора, његови електрони прелазе са основног (SO) на више вибрационе нивое (S1, S2, S3, итд). У врло кратком времену, реда величине пикосекунде, ови електрони се затим релаксирају, тј. прелазе на најнижи од поменутих вибрационих нивоа (S1), а затим знатно спорије (реда величине наносекунде) се враћају на један од SO нивоа, емитујући фотон чија је таласна дужина већа од таласне дужине светлости која је ексцитовала молекуле донора (Слика 1.)
Када су молекули донора у ексцитованом стању, долази до резонантног преноса енергије ка хромофори, тј. акцептору, који се налази у непосредној близини. Резултујући емисиони спектар акцептора након таквог енергетског преноса има веома сличне карактеристике као његов почетни емисиони спектар.
У већини случајева, донор и акцептор су различито обојени молекули, и тада се ФРЕТ може детектовати по појачавању емисије акцептора, или пак по слабљењу емисије донора.
Да би уопште дошло до резонантног трансфера енергије неопходно је испунити неколико основних услова:
- Молекули донора и акцептора морају бити у непосредној близини (приближно од 1 до 10 nm);
- Апсорпциони спектар акцептора се мора преклопити са емисионим спектром донора (Слика 2.);
- Транзициони диполи донора и акцептора морају бити приближно паралелно оријентисани;
- Донор енергије мора имати велику вредност за квантни допринос.

Уколико је већи степен преклапања одговарајућих спектара и што је боља паралелна оријентација транзиционих дипола донора и акцептора, то ће флуоресцентни трансфер енергије бити фаворизован у односу на релаксацију флуоресценције донора.

## Математичка формулафија ФРЕТ-а
Ексцитована енергија електрона може ефикасно бити пренета између флуоресцентног донора енергије и погодног енергетског акцептора преко дистанце веће од 10 Å. Године 1948. немачки научник Теодор Форстер представио је теорију дипол-дипол енергетских трансфера по којој је константа брзина преноса енергије, kt, обрнуто пропорционална шестом степену растојања између донора и акцептора:
{\displaystyle k_{t}=8.71\times 10^{23}\;\ r^{-6}\,\kappa ^{2}\,n^{-4}\,k_{F}\,J},
Геометријске променљиве величине у горњем изразу су:
r – растојање између центара донорске и акцептроске хромофоре;
{\displaystyle \kappa ^{2}} – оријентациони фактор за дипол-дипол интеракције.
Спектроскопске променљиве су:
Ј - интеграл преклапања спектара (дефинисаним у даљем тексту);
n - индекс рефракције медијума;
kF - константа брзине флуоресцентне емисије зрачења донора;
Зависност између ефикасности преноса енергије, E, и растојања између донора и акцептора, R, је дата једначином:
{\displaystyle E={\frac {1}{(1+(r/R_{0})^{6})}}\!}
где је RO Форстерово растојање, које представља оно растојање између донора и акцептора за које је ефикасност енергетског преноса 50% (тј. 50% ексцитованих донора је деактивирано енергетским преносом).
Ro (Å) се може израчунати помоћу:
{\displaystyle {R_{0}}^{6}=8.8\times 10^{23}\;\kappa ^{2}\,n^{-4}\,Q_{d}\,J}
где је Qd квантни допринос флуоресценције донора енергије у одсуству акцептора и представља спектроскопску променљиву (остале величине су претходно дефинисане), док се интеграл преклапања може израчунати према следећој формули:
{\displaystyle J=\int f_{\rm {D}}(\lambda )\,\epsilon _{\rm {A}}(\lambda )\,\lambda ^{4}\,d\lambda }
где је λ таласна дужина светлости, εА(λ) моларна апсорптивност акцептора на датој таласној дужини, а fD(λ) емисиони спектар донора нормализован по таласној дужини:
{\displaystyle f_{D}={\frac {f_{\rm {Dlambda}}{(\lambda )}}{\int f_{\rm {Dlambda}}{(\lambda )\,d\lambda }}}}
fDlambda (λ) је емисија донора по јединици интервала таласне дужине.

## Ефикасност енергетског преноса, E
Ефикасност енергетског преноса може бити одређена на три различита начина:
- Из времена живота екситованог стања донора у одсуству ({\displaystyle \tau '_{\rm {D}}}) и присуству ({\displaystyle \tau _{\rm {D}}}) акцептора.

{\displaystyle E=1-{\tau '_{\rm {D}}}/{\tau _{\rm {D}}}\!}
- Из квантног доприноса донора у одсуству ({\displaystyle F'_{\rm {D}}}) и присуству акцептора ({\displaystyle F_{\rm {D}}}).

{\displaystyle E=1-{F'_{\rm {D}}}/{F_{\rm {D}}}\!}
- Из емисионих спектара донора, акцептора и двослоја (односно релативног емисионог интензитета).

Ефикасност енергетског преноса одређена методама 1 и 2 је дефинисана под претпоставком да наношење слоја акцептора на слој донора не мења квантну ефикасност донора. Другим речима, локално окружење донора мора бити идентично и у одсуству и у присуству акцептора.

## БРЕТ
Ограничење ФРЕТ-а је захтев за спољашњом илуминацијом да би се иницирао флуоресцентни трансфер, што може да доведе до позадинског шума у мерењима услед директне ексцитације акцептора или фотоизбељавања. Да би се избегао овај недостатак, биолуминесцентно резонантни енергетски трансфер (или БРЕТ) је развијен. Та техника користи биолуминесцентну луциферазу (типично луциферазу из Renilla reniformis) уместо ЦФП-а за произвођење иницијалне фотонске емисије.
ФРЕТ и БРЕТ су исто тако уобичајени методи у студирању биохемијске реакционе кинетике и молекуларних мотора.